# Юньнаньский тритон
Юньнаньский тритон (лат. Hypselotriton chenggongensis) — вид тритонов из рода восточноазиатских тритонов (лат. Cynops) отряда хвостатых земноводных. Ранее считался подвидом голубохвостого тритона.

## Описание
Вид достаточно сильно похож на обитающего здесь же голубохвостого тритона. Общая длина составляет 97 мм для самок и 86 мм для самцов. Кожа достаточно гладкая, вертикальные гребни незаметны. У самок на хвосте имеются яркие пятна. Часто имеют два дорсо-латеральных ряда оранжево-жёлтых пятен, идущих от начала туловища до хвоста.
Обитают исключительно в 30-километровой зоне возле поселения Shuitang, уезда Chenggong провинции Юньнань на юге Китая, находящейся на высоте 1940 м над уровнем моря. Среда обитания: рисовые поля, мелкие пруды, небольшие болота. В связи с мелиоративными работами данный вид находится под угрозой исчезновения.